# Ahuauhtli
ahuauhtli ([aˈwawt͡ɬi] , aztekisch für Wasserfliegen-Eier) ist ein traditionelles Insekten-Gericht der mexikanischen Küche. Es besteht aus Eiern verschiedener Arten von Wasserwanzen (Ruderwanzen (Corixidae)) und wird auch als Mexikanischer Kaviar bezeichnet.

## Geschichte

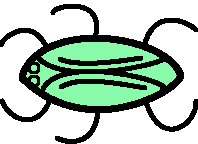
Aztekische Glyphe axayacatl.

Das Gericht war schon bei den Azteken bekannt und wurde von der mexikanischen Aristokratie als Delikatesse angesehen. Traditionell werden die verwendeten Insekten in der Sprache der Azteken axayácatl (ɑʃɑˈjɑkɑt͡ɬ, Plural: āxaxayacatl ɑːʃɑʃɑˈjɑkɑt͡ɬ) genannt, die Eier ahuauhtli (aˈwawt͡ɬi). Auch andere Entwicklungsstadien der Insekten, wie die Larven, wurden als Speiseinsekt genutzt.

## Produktion und Zubereitung
Die verwendeten Arten von Wasserwanzen sind: Corisella mercenaria, Corisella texcocana, Krizousacorixa femorata, Krizousacorixa azteca, Graptocorixa abdominalis und Graptocorixa bimaculata
Die Wasserwanzen kommen an den Ufern der Salzseen in Zentralmexiko vor, an Binsengewächsen und Schwertlilien. Die Wasserwanzen werden für das Gericht wild von den Pflanzen gesammelt oder in Aquakulturen gezüchtet. Durch Wasserverschmutzung sind einige der traditionell verwendeten Arten bedroht.
Die Insekteneier werden in einer Pfanne (zusammen mit Hühnereiern) gebraten oder in herzhaften Pfannkuchen zusammen mit Peperoni und entweder Zucchini oder Kürbis verwendet.